# ولاية (هيمنة)

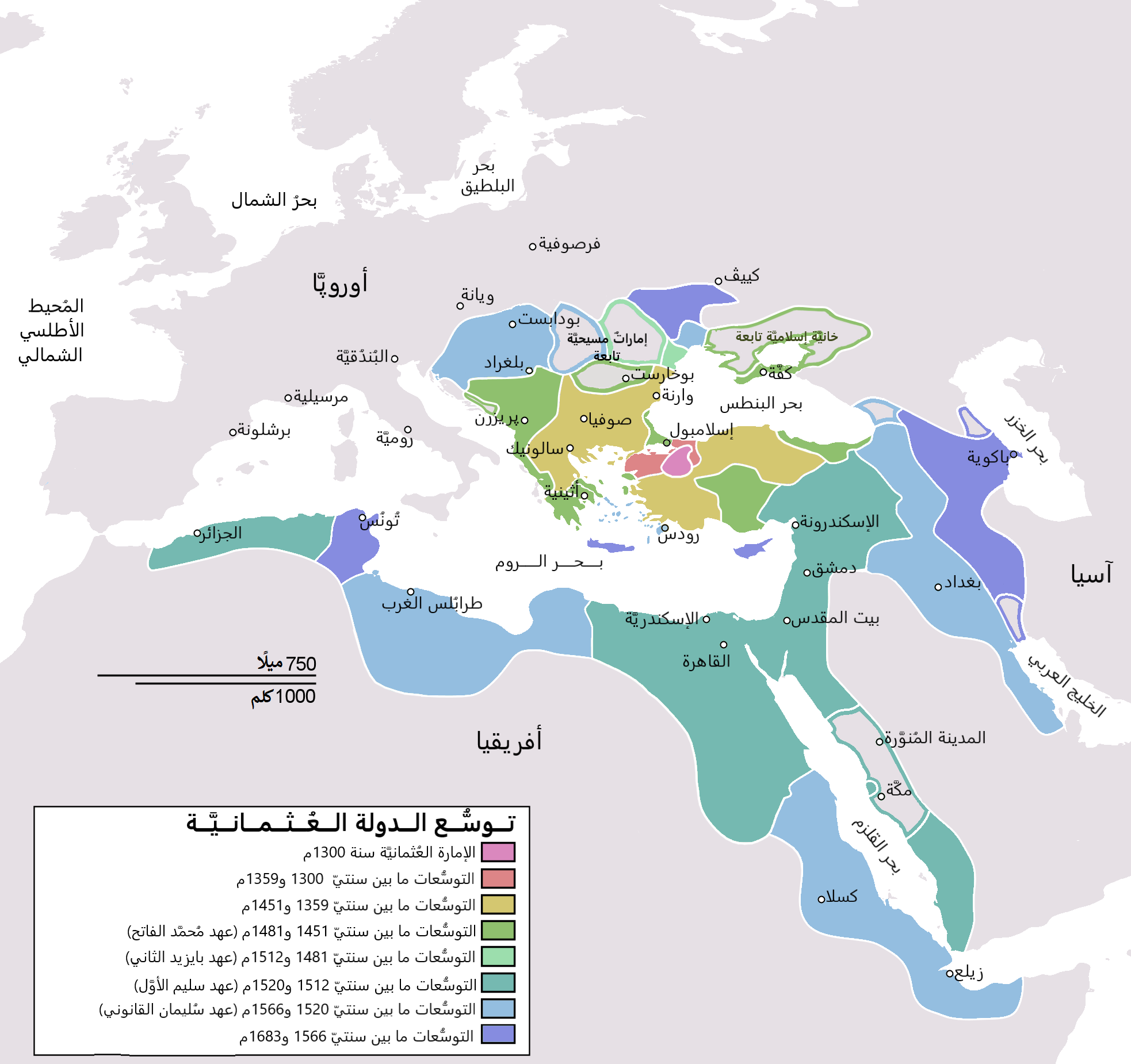

الولاية (بالإنجليزية: Suzerainty)‏ هي العلاقة التي يكون بمقتضاها سيطرة منطقة أو كيان سياسي ما على السياسة والعلاقات الخارجية لدولة أخرى مع السماح للدولة التابعة في التمتع بحكم ذاتي داخلي.
تختلف الهيمنة عن السيادة الحقيقة في ذلك إذ بالرغم من كون الشخص التابع أو الدولة التابعة، عملياً، مستقلان ويتمتعان بحكم ذاتي الا ان تلك الاستقلالية تكون محدودة. بالرغم من وجود هذه الحالة في عدة امبراطوريات تاريخية فإنها لا تتلاءم مع مفاهيم القانون الدولي في القرن العشرين أو الواحد والعشرين سواء كانت هناك سيادة أو لم تكن في حين يتسنى لأي دولة ذو سيادة لتكون محميّة تابعة لنفوذ اقوى من خلال عقد معاهدة الا أن القانون الدولي لا يعترف باي وسيلة تجعل من هذه العلاقة قسرية على النفوذ الاضعف، لكن، التبعية تكون بحكم الواقع أكثر مما هي بحكم القانون.

## إمبراطورية الصين
في غابر التاريخ، رأى امبراطور الصين بشخصه كقائد لكل العالم المتمدن إذ كانت العلاقات الدبلوماسية في شرق اسيا تقوم على نظرية مؤداها أن كل حُكام العالم يستمدون نفوذهم من الإمبراطور وكان هذا النفوذ يتراوح من حيث المنزلة من سلالة حاكمة إلى أخرى، ومع ذلك كانت النظرية الصينية السياسية تعترف بإمبراطور واحد وتأكد على هيمنة نفوذه على العالم حتى في الاوقات التي كانت تُوزع فيها السلطة السياسية بشكل متساوٍ على الكيانات السياسية. كانت العلاقات الدبلوماسية تُقام مع امبراطور الصين على نظرية الدولة التابعة بالرغم من أن علاقات الدول التابعة كانت شكلاً من اشكال التجارة اذ يقوم الإمبراطور بمنح مكافآت لتلك الدول بشكل متساوي أو اعلى قيمةً كنوع من العطف منه.
أنهار هذا النظام في القرن الثامن عشر والتاسع عشر بطريقتين، الأولى في عهد حُكم سلالة مانشو كانغ للصين في القرن السابع عشر وقد كانت وقتئذ إمبراطورية متعددة العروق؛ واتخذوا عدة نظريات في الحكم كمنهاج لحكمهم والتي لم تتعارض مع النظريات الصينية التقليدية لهان التي تعتبر الإمبراطور حاكم للعالم وقد حددت سلالة كينغ المناطق الخاضعة لحكمها والمناطق التي لم تكن خاضعة. أما الطريقة الأخرى لانهيار هذا النظام هي عندما اصطدمت الصين بالقوى الاوربية؛ إذ أن نظريات هذه القوى الاوربية في السيادة استندت على القانون الدولي الخاص بهم وعلى العلاقات بين الدول المنفصلة.

### معاهدات جائرة
تم إجراء العديد من المعاهدات (من ضمنها معاهدة نانجينغ عام 1842 ومعاهدات تيانجين عام 1858 واتفاقيات بكين عام 1860) التي اجبرت الصين لفتح موانئ جديدة ومنها كانتون واموي وشنغهاي وقد مكنت هذه المعاهدات البريطانيون من إنشاء مستعمراتهم الخاصة في مدينة هونغ كونغ وانشاء مستوطنات دولية في تلك الموانئ التي كانت مُسيطر عليها من قبل الاجانب. وقد فُرض على الصين، ايضاً، قبول الدبلوماسيين في بكين، وحرية التنقل للسفن الاجنبية في الانهر الصينية، وفُرض النظام الاوربي على الرسوم الجمركية، وفتح البلاد للمبشرين المسيحيين. وهكذا، منذ عشرينيات القرن المنصرم أصبحت هذه (المعاهدات الجائرة) السبب الرئيس لتذمر الصينيين تجاه الغرب.
كانت الصين تتمتع بالنفوذ على الكثير من المناطق المجاورة لها لعدة قرون مع السماح لهذه المناطق بالتمتع بحكم ذاتي الا أنها بشكل نظري كانت محميّات للصين بالنسبة للشؤون الخارجية. بحلول القرن التاسع عشر اضحت العلاقان شكليه إذ أن هيمنة الصين كانت محدودة للغاية أو غير موجود اطلاقاً، الا ان القوى الاوربية رفضت هذا النظام وبدأت بأخذ تلك المناطق تباعاً إذ اخذت اليابان كوريا وجزر ريوكيو واخذت فرنسا فيتنام واخذت بريطانيا بورما العليا.
كانت محاولة الوصف من قبل الدول الاوربية للعلاقة بين سلالة كانغ والمناطق المحيطة بها على انها هيمنة الا ان هذا لا يتطابق مع نظرية الصين الدبلوماسية التقليدية؛ اذ منذ فترة اللعبة الكبرى اعتبرت الامبراطورية البريطانية منطقة التُبّت على أنها خاضعه «للهيمنة» الصينية؛ الا أن وزير الخارجية البريطاني ديفيد ميليباند وصف تلك الكلمة في بيان له عام 2008 على انها «مفارقة تاريخية» وبعدها انضمت مع بقية الدول الاوربية والولايات المتحدة الأمريكية في الاعتراف بمنطقة التُبّت كجزء من الصين.

## بلاد كنعان والشرق الادنى
كانت معاهدات واتفاقيات الهيمنة بين دول الشرق الأوسط شائعة خلال الفترة ما قبل الملكية والفترة الملكية في بلاد كنعان؛ إذ هيمن الحيثيون والمصريون والاشوريين على بلاد كنعان وقبائل ملكية في ليفانت من عام 600 إلى 1200 قبل الميلاد، وقد كان الشكل القانوني للاتفاقية مشابهه لصيغة الحيثيون في الهيمنة. عادةٍ ما تفتح هذه المعاهدات ببيان هوية المُهيمن ويتبع ذلك ديباجة تاريخية لتبيان العلاقة بين الطرفين «مع التركيز على ذكر مآثر المُهيمن للتابع» وبعد ذلك يأتي ذكر النص الذي يتضمن فرض جزيات والتزامات واشكال أخرى من التبعية على الكنعانييين، وبعد أن تُقدم الشروط للطرف التابع كان من الضروري وفقاً لصيغة الحيثيون ان يوضع طلب الا وهو قراءة هذه المعاهدة في المملكة بشكل دوري، وقد شهدت هذه المعاهدة حضور ألهي فضلاً عن عامة الناس وذلك لتكسب هذه المعاهدة الصلاحية والمصداقية والكفاءة وكان ذلك، ايضاً، مرتبط بالمحاسن التي ستمنح من خلال الالتزام بهذه المعاهدة واللعنات في حال تم انتهاكها، إذ ستنهال اللعنات على منتهكين شروط المعاهدة.

### شكل معاهدة هيمنة الحيثيون
النقاط التالية هي شكل معاهدة الهيمنة للحيثيون:
- الديباجة: تبين الاطراف المعنية في المعاهدة والكاتب ولقب الطرف صاحب السيادة الذي عادةٍ ما يكون سلالتهُ؛ وعادةٍ ما تركز الديباجة على جلالة الملك أو الطرف المُهيمن.[9]
- المقدمة: تذكر المآثر التي قُدمت من قبل المُهيمن بالنيابة عن التابع له؛ وتوجز العلاقة السابقة بين الطرفين حتى تلك اللحظة بالتفاصيل والحقائق التاريخية التي تكون مفيدة للغاية للعلماء في الوقت الحاضر مثل العالم جورج مندنهال الذي ركز على هكذا نوع من المعاهدات لتعلقها بالعادات الإسرائيلية ويقوم الطرف المُهيمن بتقديم وثيقة تحتوي على المآثر التي استفاد منها التابع والغرض من ذلك لتبيان قوة ورأفة المُهيمن وبالتالي يجب على التابع الالتزام بالشروط المنصوص عليها بالمعاهدة. وتبحث هذه المقدمة العلاقة بين الطرفين على انها شخصية وليست محض علاقة سياسية ويكون الشيء الأهم في هذه الفقرة هو قبول التابع بالطاعة المستقبلية كونه تمتع بمساعدات سابقة من دون أن يستحقها.[10]
- الشروط: توضح الشروط، التي يُلتزم بها من قبل التابع في فترة المعاهدة، الطريقة التي يكون التابع ملتزم بها ويعطي مشروعية لها أكثر.[11]
- تلاوة علنية سنوية: كانت هنالك قراءة للمعاهدة تتم في الاماكن العامة للدولة التابعة بصوت عالي لغرض التجديد ولأخبار عامة الشعب بالمستجدات ولزيادة الاحترام للطرف صاحب السيادة الذي غالباً ما يكون الملك.
- شاهد ألهي على المعاهدة: عادةٍ ما تتضمن على آلهة المُهيمن والتابع ويتم التركيز على الهة التابع.
- سيكون هنالك محاسن إذا تم الالتزام بشروط المعاهدة ولعنات في حال انتهاكها، بشكل عام تأتي هذه المحاسن واللعنات من الإلهة وليس من الطرف المُهيمن كعقاب مثلاً.
- وجبة قربان: يشارك كلا الطرفين في وجبة طعام اظهاراً لمشاركتهم في المعاهدة.[12][13]

## شبه القارة الهندية

### السيادة البريطانية
حكمت شركة الهند الشرقية البنغال عام 1757 ووسعت سيطرتها تدريجياً لتشمل الهند بأكملها إذ استولت على الكثير من ممالك الهند السابقة (“الولايات" فيما بعد) ودخلت في تحالفات مع البقية. انشأت شركة الهند الشرقية بعض الولايات من خلال مُنحة جافيرز لصالح الحلفاء المؤثرين وكانت هذه الولايات متفاوتة بشكل كبير من ناحية الحجم والتأثير إذ كان التعداد السكاني لمدينة حيدر آباد 16,5 مليون نسمة كحد اعلى بإيرادات سنوية تصل إلى 100 مليون روبية ومدن مثل بابري كان التعداد السكاني لها 27 مليون نسمة بإيرادات سنوية تصل إلى 80 مليون روبية.
هذه المدن كانت خاضعة «لسيادة» العرش البريطاني ولم يوضح هذا المصطلح الا أنه كان يعني خضوع المدن الهندية لهيمنة العرش البريطاني بأشراف نائب ملك الهند. تم تأكيد المبدأ من قبل لورد ريدينج برسالة منه إلى حاكم مدينة حيدر آباد عام 1926 «أن السيادة البريطانية في الهند مطلقة وبالتالي ليس مبرراً لأي حاكم من حُكام المدن الهندية بأن يطالب بمفاوضات مع الحكومة البريطانية على قدم المساوات» وهذا كان يعني ان المدن الهندية توابع أو محميّات للحكومة البريطانية الهندية إذ لم يكن بمقدورهم الحرب أو القيام بصفقات مباشرة مع دول اجنبية فضلاً عن عدم تمتعهم بالحكم الذاتي الداخلي بشكل كامل لأن الحكومة البريطانية كانت قادرة على التدخل في شؤونهم الداخلية فيما إذا كان ذلك لمصلحة الامبراطورية أو لمصلحة كفاءة الحكم وفي بعض الحالات قامت الحكومة البريطانية بتجريد الأمراء الهنديين من عروشهم.
أخذ العلماء إلى أن نظام السيادة ذلك كان نظام سيادة محدود في الظاهر فحسب اما واقعاً فأنه نظام لتجنيد قاعدة عسكرية فعالة وكنظام لدعم الدولة المستعمِرة ولم يشمل هذا الدعم للدولة المستعمرة الدعم الحاجة إلى الحُكام التماساً للمشروعية من خلال الرعاية وتبادل الآراء مع الشعب. وقد حول حكمهم المباشر وغير المباشر من خلال الامراء الشعب الهندي إلى «خاضعين» وليس مواطنين.
نص قانون حكومة الهند لعام 1935 ان الهند ستكون فدرالية ذو حكم ذاتي تُحكم من قبل الولايات الاميرية الا أن هذه الخطة لم تجني ثمارها إذ كانت الظروف السياسية تعسفية في العديد من الولايات الاميرية مما أدى إلى ظهور الحركات السياسية؛ وبتأثير من غاندي قرر المؤتمر الوطني الهندي عدم التدخل بشكل مباشر وطالب الامراء بزيادة الحرية المدنية مع تقليل امتيازاتهم الخاصة.
مع اقتراب استقلال الهند عام 1947 أعلن نائب الملك لورد مونتباتن عن اقتراب انتهاء الهيمنة البريطانية وقد نصح بانضمام الولايات إلى إحدى دول الدومينيون الهند وباكستان وتم إنشاء صك انضمام لهذا الغرض. وافق قادة المؤتمر على تلك الخطة بشرط ان يضمن مونتباتن انضمام اغلبية الولايات القاطنة داخل المنطقة الهندية إلى الهند؛ وبضغط من نائب الملك انضمت كل ولايات الهند باستثناء ولايتان جوناغاد وحيدر آباد اللتان انضمتا فيما بعد بإجبار من الهند اما الولايتين جامو وكشمير اللتان يكونان على الحدود الهندية الباكستانية انضمتا إلى الهند حين هدد انسحاب الباكستان نجاتها.